# Manuel Pascual Martínez
Manuel Pascual Martínez (Alacant, 1910 - 13 d'octubre de 1936) fou un dirigent falangista alacantí, mort durant la guerra civil espanyola.
En juliol de 1935 fou un dels primers afiliats de la Falange Española a la ciutat d'Alacant, juntament amb Luis Castelló i César Elguezábal Hernández. Cap al gener de 1936 seria cap local de la Falange a Alacant, i va anunciar que el seu partit s'abstindria a les eleccions generals espanyoles de 1936, tot i que finalment presentarien candidatura a la província d'Alacant. Fou detingut el 9 de juny de 1936 amb el secretari de Falange José Ibáñez Musso, i després que fracassés a Alacant el cop d'estat del 18 de juliol fou jutjat per un Tribunal Popular, condemnat a mort i executat el 13 d'octubre de 1936 juntament amb el seu germà Santiago, que era militar.
Ambdós germans van tenir un carrer dedicat al centre de la ciutat d'Alacant fins al juliol de 2018, quan el carrer va rebre el nom de José Estruch Sanchis.